# Campionato uruguaiano di rugby a 15
Il campionato uruguaiano di rugby (in spagnolo Campeonato Uruguayo de Rugby), altresì chiamato Uruguayo de Clubes, è il massimo campionato di rugby a 15 dell'Uruguay.
Disputato come girone unico all'italiana fino al 2006, attualmente il campionato si articola in due fasi: una prima fase di stagione regolare viene disputata nel corso dell'anno solare dal mese di aprile a quello di settembre; la seconda fase è costituita dai play-off che portano alla finale per l'assegnazione del titolo di campione d'Uruguay. La sede dell'incontro di finale è lo stadio Charrúa di Montevideo, il principale impianto rugbistico del Paese.
La maggior parte dei titoli nazionali sono stati aggiudicati da club di Montevideo e tutt'oggi le squadre della Capitale rimangono la maggioranza.

## Le origini
Il rugby fu introdotto in Uruguay già alla fine del XIX secolo, giocato principalmente da immigrati britannici nei vicini Stati di Argentina e Brasile.
Il Montevideo CC disputava la disciplia del rugby già nel 1865, ma la prima partita documentata fu tra uruguaiani e membri britannici del Montevideo Cricket Club nel 1880.
Non venne organizzata alcuna competizione nazionale fino alla metà del XX secolo; l'incentivo venne da Carlos E. Cat, che contribuì ad organizzare il campionato per club nel 1950. Alla prima edizione presero parte cinque squadre: Old Boys Club, Colonia Rugby Club, Montevideo CC e Carrasco, che partecipò con due formazioni.
Il torneo ebbe il successo necessario per giustificare la fondazione di una federazione uruguaiana di rugby, la Federazione nazionale, e il successivo 31 gennaio 1951 Carlos Cat ne divenne il primo presidente.

## Albo d’oro
| Edizione | Edizione | Vincitore                             |
| -------- | -------- | ------------------------------------- |
| 1        | 1950     | Old Boys Club                         |
| 2        | 1951     | Montevideo CC                         |
| 3        | 1952     | Carrasco Old Boys Club                |
| 4        | 1953     | Montevideo CC                         |
| 5        | 1954     | Trouville                             |
| 6        | 1955     | Colonia Rowing                        |
| 7        | 1956     | Old Boys Club Montevideo CC Trouville |
| 8        | 1957     | Old Boys Club                         |
| 9        | 1958     | Colonia Rowing Trouville              |
| 10       | 1959     | Old Boys Club                         |
| 11       | 1960     | Los Cuervos                           |
| 12       | 1961     | Carrasco                              |
| 13       | 1962     | Old Boys Club                         |
| 14       | 1963     | Old Boys Club                         |
| 15       | 1964     | Old Boys Club                         |
| 16       | 1965     | Old Boys Club                         |
| 17       | 1966     | Carrasco                              |
| 18       | 1967     | Old Boys Club                         |
| 19       | 1968     | Old Christians Old Boys Club          |
| 20       | 1969     | Old Boys Club                         |
| 21       | 1970     | Old Christians                        |
| 22       | 1971     | La Cachila                            |

| Edizione | Edizione | Vincitore                 |
| -------- | -------- | ------------------------- |
| 23       | 1972     | La Cachila                |
| 24       | 1973     | Old Christians La Cachila |
| 25       | 1974     | La Cachila                |
| 26       | 1975     | Old Boys Club La Cachila  |
| 27       | 1976     | Old Christians            |
| 28       | 1977     | Old Christians            |
| 29       | 1978     | Old Christians            |
| 30       | 1979     | Old Christians            |
| 31       | 1980     | Old Christians            |
| 32       | 1981     | Carrasco                  |
| 33       | 1982     | Old Christians            |
| 34       | 1983     | Carrasco                  |
| 35       | 1984     | Old Christians            |
| 36       | 1985     | Old Christians            |
| 37       | 1986     | Old Christians            |
| 38       | 1987     | Old Christians            |
| 39       | 1988     | Old Christians            |
| 40       | 1989     | Old Christians            |
| 41       | 1990     | Carrasco                  |
| 42       | 1991     | Carrasco                  |
| 43       | 1992     | Carrasco                  |
| 44       | 1993     | Carrasco                  |
| 45       | 1994     | Carrasco                  |
| 46       | 1995     | Carrasco                  |

| Edizione | Edizione | Vincitore      |
| -------- | -------- | -------------- |
| 47       | 1996     | Carrasco       |
| 48       | 1997     | Carrasco       |
| 49       | 1998     | Carrasco       |
| 50       | 1999     | Carrasco       |
| 51       | 2000     | Carrasco       |
| 52       | 2001     | Carrasco       |
| 53       | 2002     | Carrasco       |
| 54       | 2003     | Carrasco       |
| 55       | 2004     | Carrasco       |
| 56       | 2005     | Carrasco       |
| 57       | 2006     | Carrasco       |
| 58       | 2007     | Old Christians |
| 59       | 2008     | Carrasco       |
| 60       | 2009     | Carrasco       |
| 61       | 2010     | Old Boys Club  |
| 62       | 2011     | Carrasco       |
| 63       | 2012     | Carrasco       |
| 64       | 2013     | Old Boys Club  |
| 65       | 2014     | Carrasco       |
| 66       | 2015     | Old Christians |
| 67       | 2016     | Old Christians |
| 68       | 2017     | Old Christians |
| 69       | 2018     | Trébol         |
| 70       | 2019     | Old Christians |
| 71       | 2020     | Carrasco       |
| 72       | 2021     | Old Boys Club  |
| 73       | 2022     | Trébol         |

### Riepilogo campionati vinti per club
| Club           | Vittorie | Edizioni |
| -------------- | -------- | --- |
| Carrasco       | 28       | 1952, 1961, 1966, 1981, 1983, 1990, 1991, 1992, 1993, 1994, 1995, 1996, 1997, 1998, 1999, 2000, 2001, 2002, 2003, 2004, 2005, 2006, 2008, 2009, 2011, 2012, 2014, 2020 |
| Old Christians | 20       | 1968, 1970, 1973, 1976, 1977, 1978, 1979, 1980, 1982, 1984, 1985, 1986, 1987, 1988, 1989, 2007, 2015, 2016, 2017, 2019                                                 |
| Old Boys Club  | 16       | 1950, 1952, 1956, 1957, 1959, 1962, 1963, 1964, 1965, 1967, 1968, 1969, 1975, 2010, 2013, 2021                                                                         |
| La Cachila     | 5        | 1971, 1972, 1973, 1974, 1975 |
| Trouville      | 3        | 1954, 1956, 1958 |
| Montevideo CC  | 3        | 1951, 1953, 1956 |
| Trébol         | 2        | 2018, 2022 |
| Colonia Rowing | 2        | 1955, 1958 |
| Los Cuervos    | 1        | 1960 |

## Tornei correlati
Dal 2021, parallelamente al campionato nazionale viene disputata la Copa Nacional de Clubes, la coppa uruguaiana, già contesa durante le stagioni sportive 2014 e 2015 come Copa Uruguay e rispettivamente vinta da Old Christians e Carrasco Polo Club.